# Meister der Karlsruher Passion

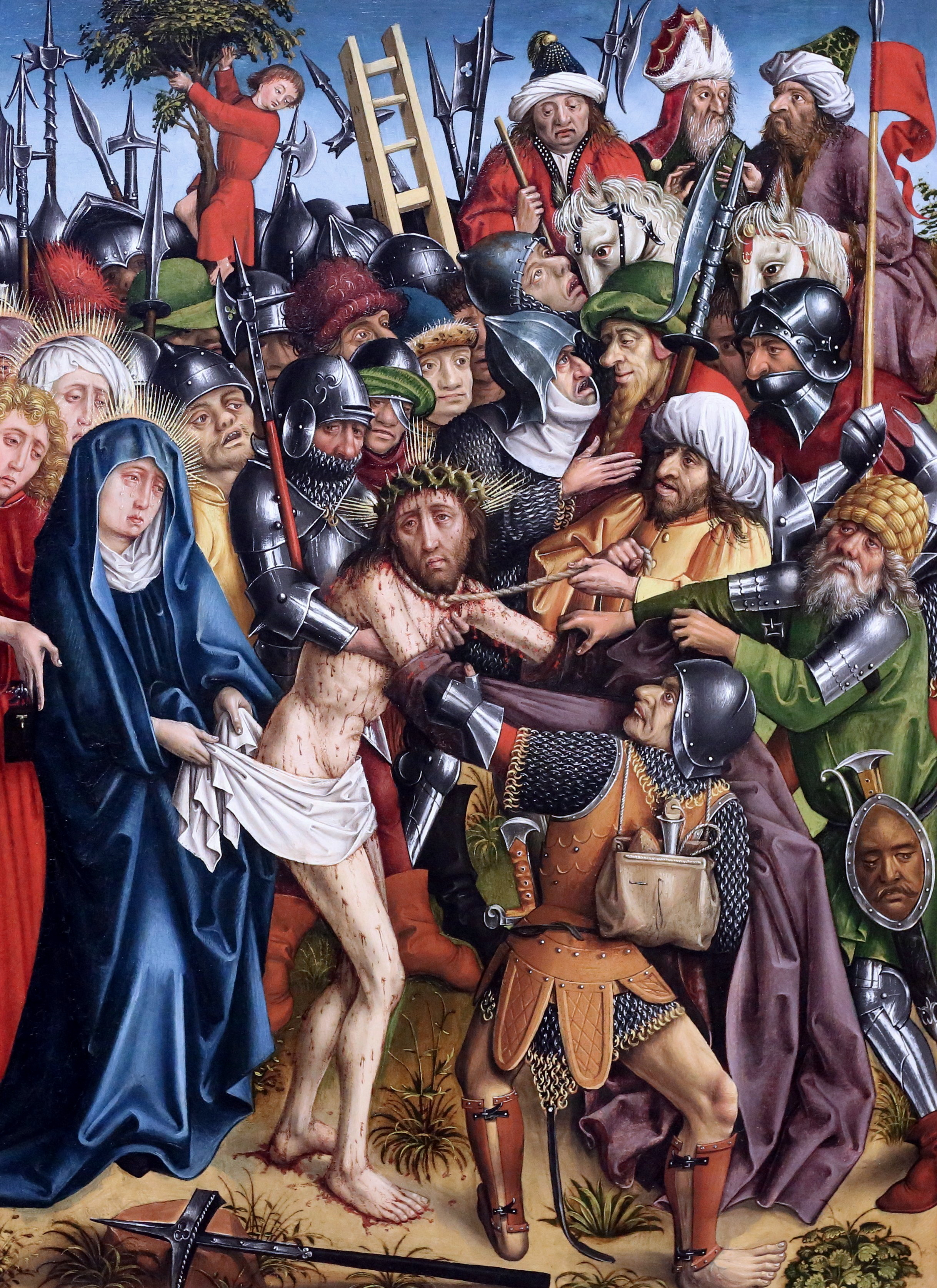
Meister der Karlsruher Passion (Hans Hirtz?): Entkleidung Christi (aus der Karlsruher Passion), um 1440

Als Meister der Karlsruher Passion wird ein spätgotischer Maler am Oberrhein bezeichnet, der um 1450  einen Passionsaltar malte. Das wahrscheinlich für die Straßburger Thomaskirche bestimmte Werk und sein Meister hatten maßgeblichen Einfluss auf die Entwicklung der Malerei der Region. Eventuell ist er identisch mit dem Straßburger Maler Hans Hirtz.

## Namensgebung
Der Passionsaltar des  Meisters der Karlsruher Passion wurde nach der Reformation aufgeteilt und zerstreut. Der Notname des namentlich nicht sicher bekannten Künstlers weist auf den heutigen Aufbewahrungsort von sechs wiedergefundenen Tafeln hin, die sich in der Staatlichen Kunsthalle in Karlsruhe befinden. Das nun als Bilderzyklus ausgestellte Werk gilt als ein Hauptwerk der gotischen Tafelmalerei seiner Zeit.
Seit 1858 wurden nach und nach die meisten verstreuten Teile wieder in Karlsruhe zusammengeführt, zuletzt wurde eine Tafel 1998 erworben. Eine Ausnahme ist eine Szene der Gefangennahme, die sich im Kölner Wallraf-Richartz-Museum befindet.

## Hans Hirtz?
Es wird vermutet, dass der in Straßburg vor 1460 nachweisbare Maler Hans Hirtz der Meister der  heute auch als Karlsruher Passion bekannten Bilderfolge ist.

## Die Karlsruher Passion
Die erhaltenen sieben Tafeln der Karlsruher Passion stellen die folgenden Szenen des Leidens Christi dar.
Über die ursprüngliche Zusammenstellung der jeweils um 46 Zentimeter breiten und um 67 Zentimeter hohen Bilder kann heute nur noch spekuliert werden.

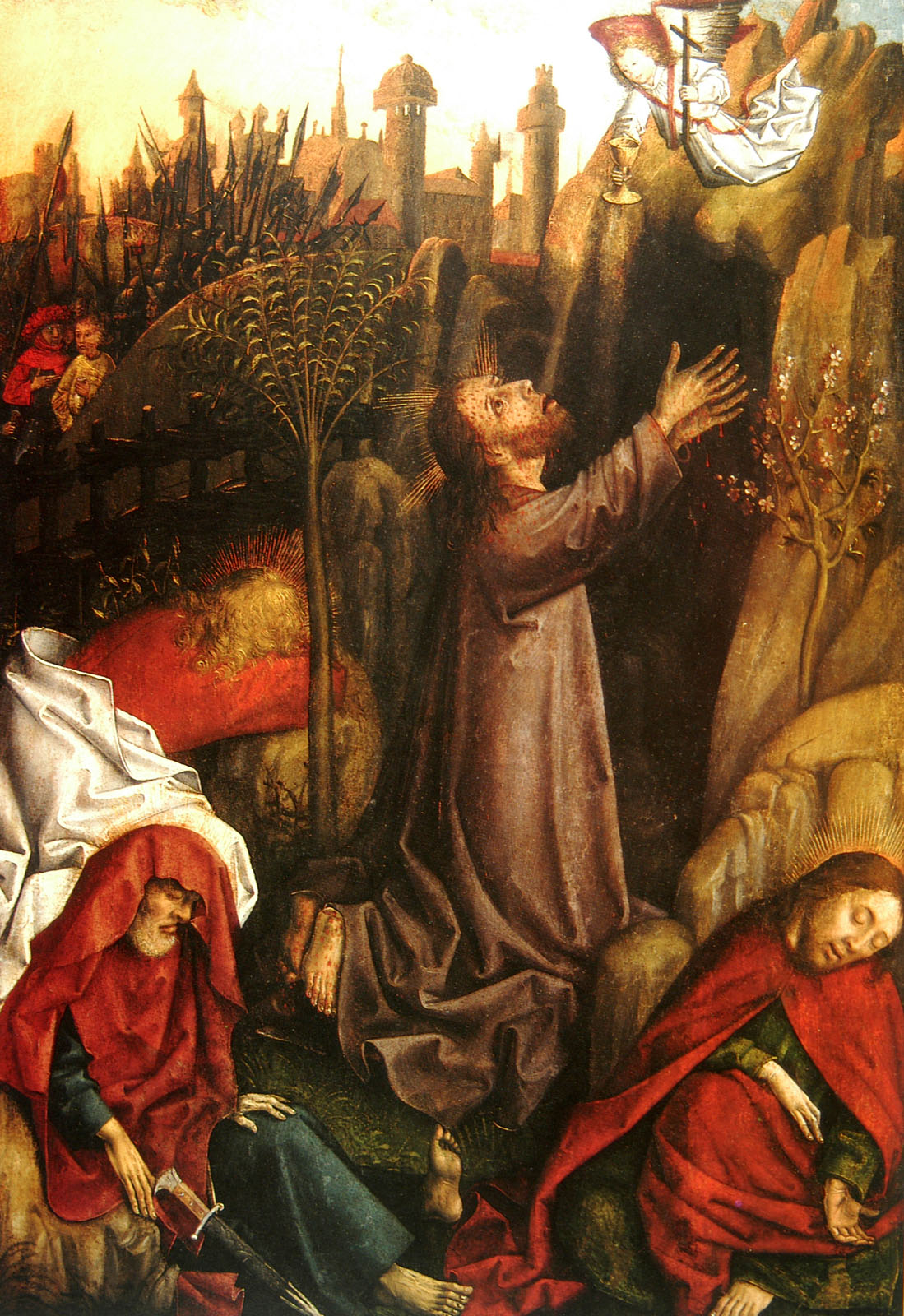
Gebet am Ölberg
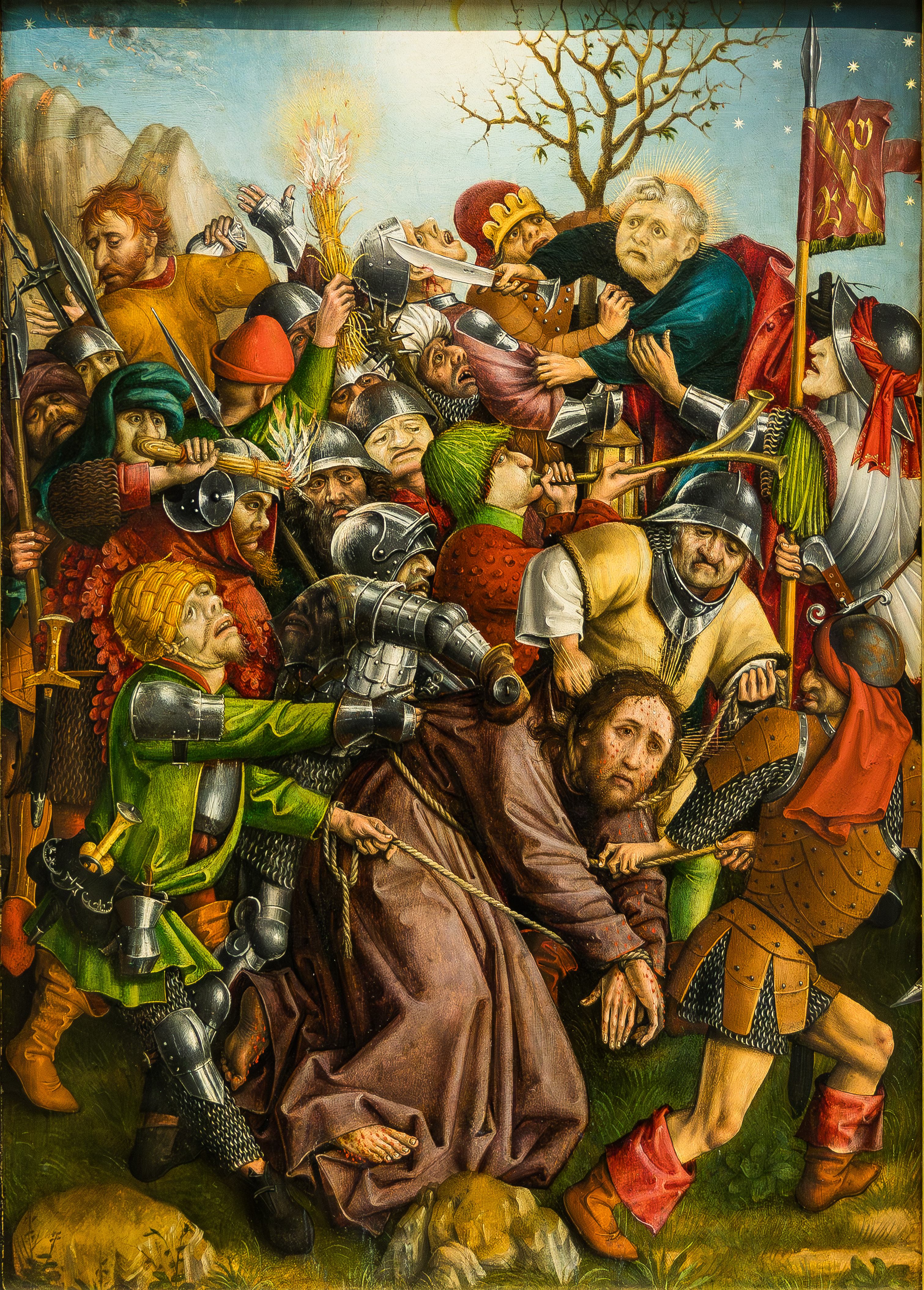
Gefangennahme
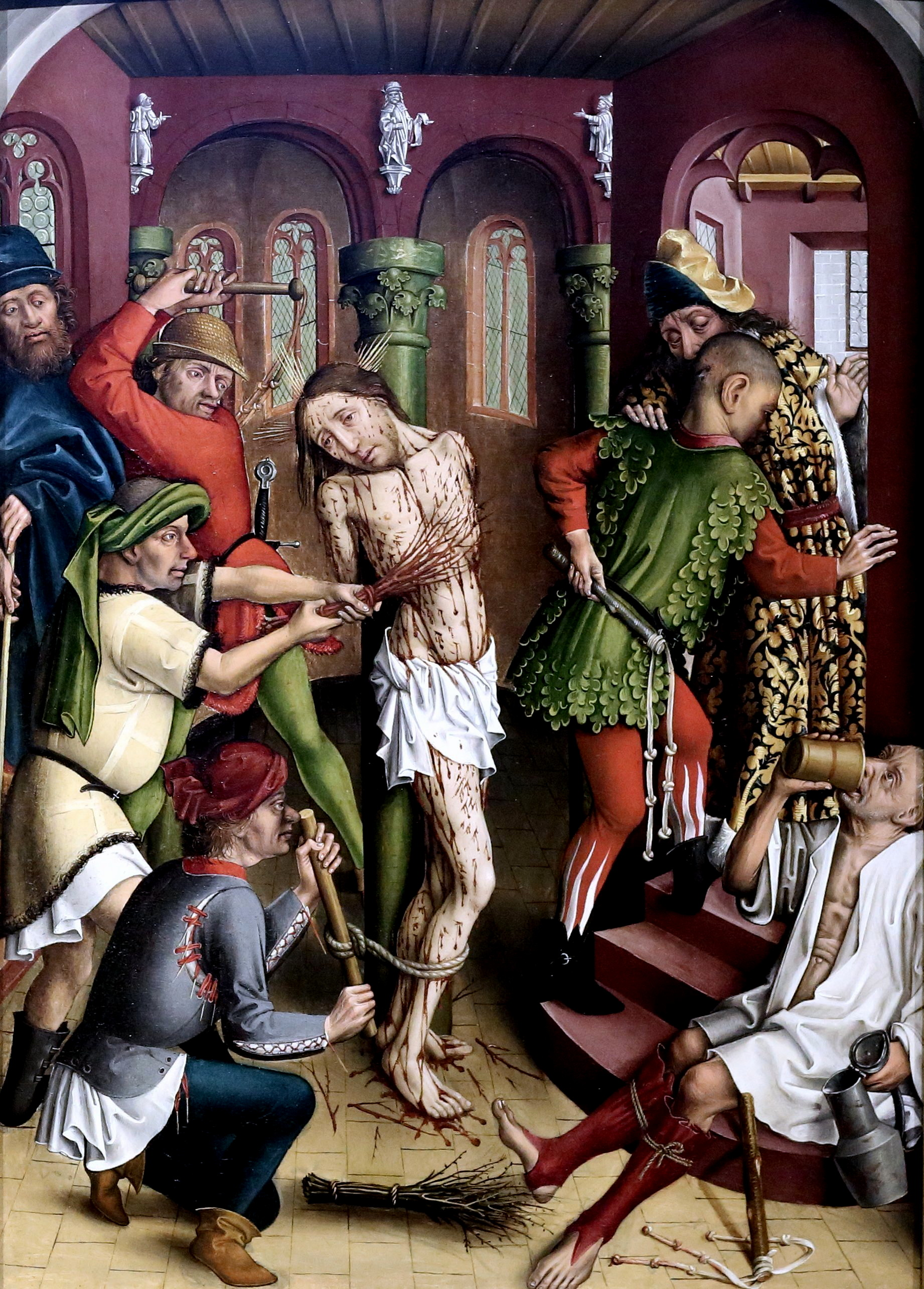
Geißelung
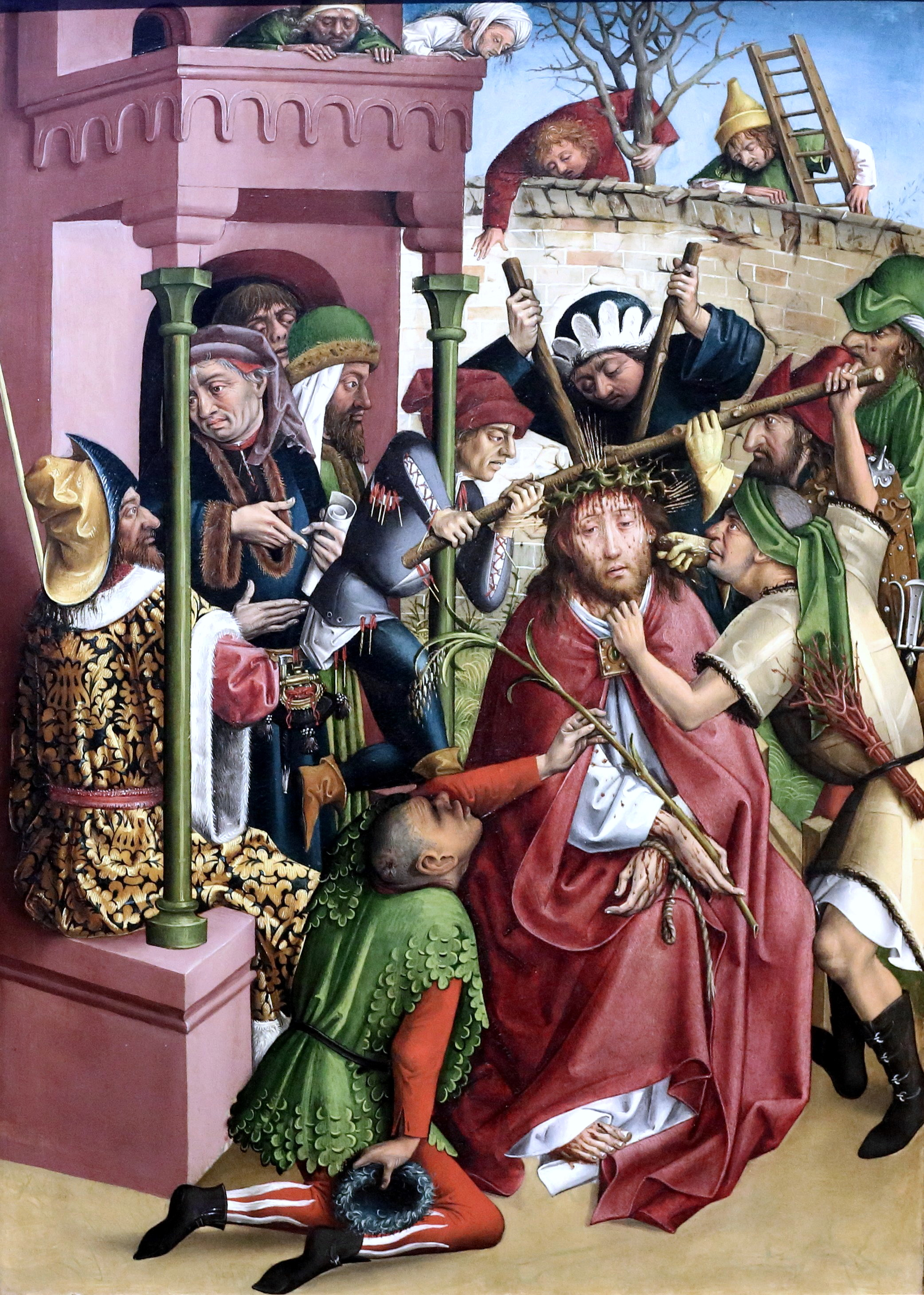
Dornenkrönung
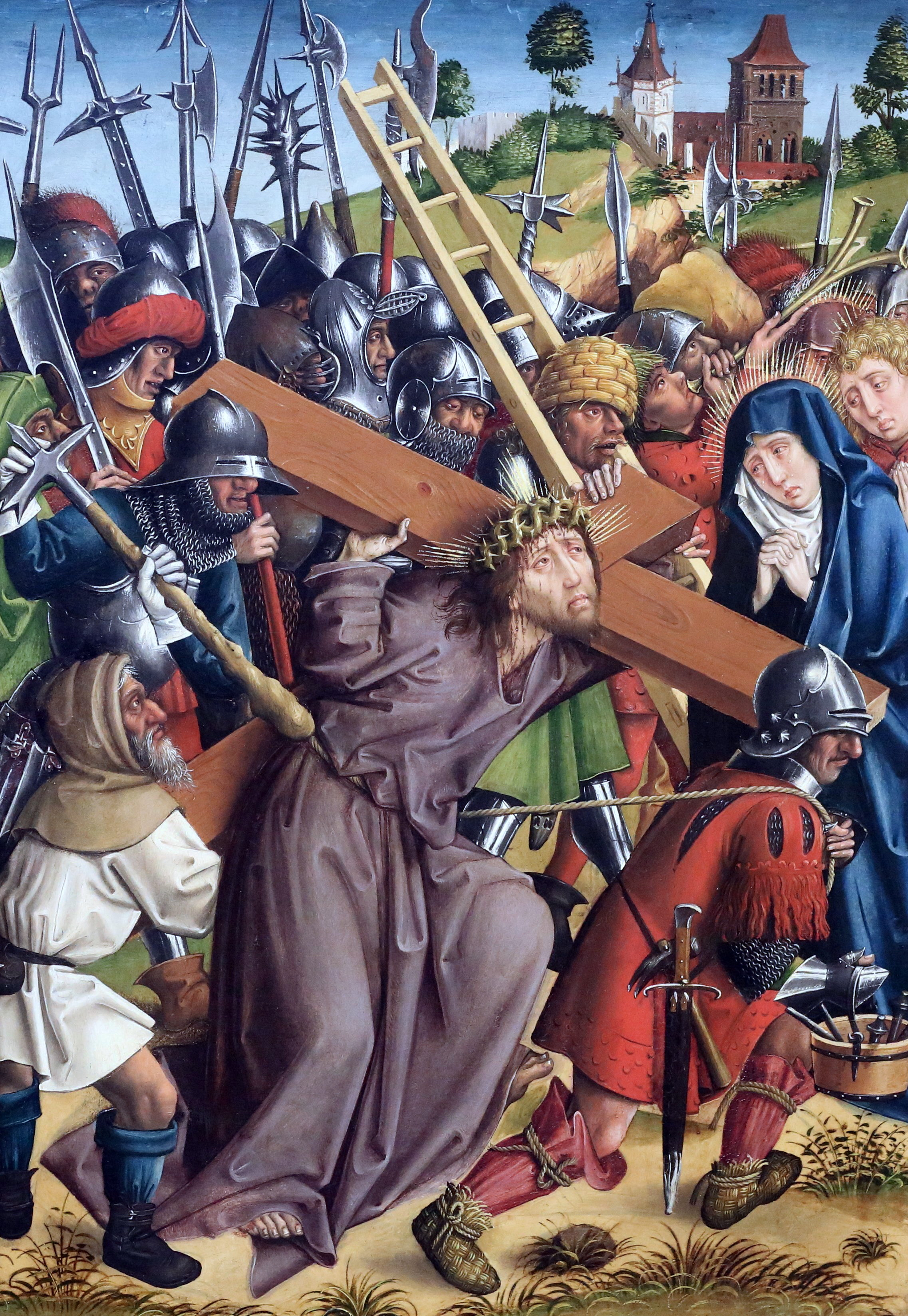
Kreuztragung
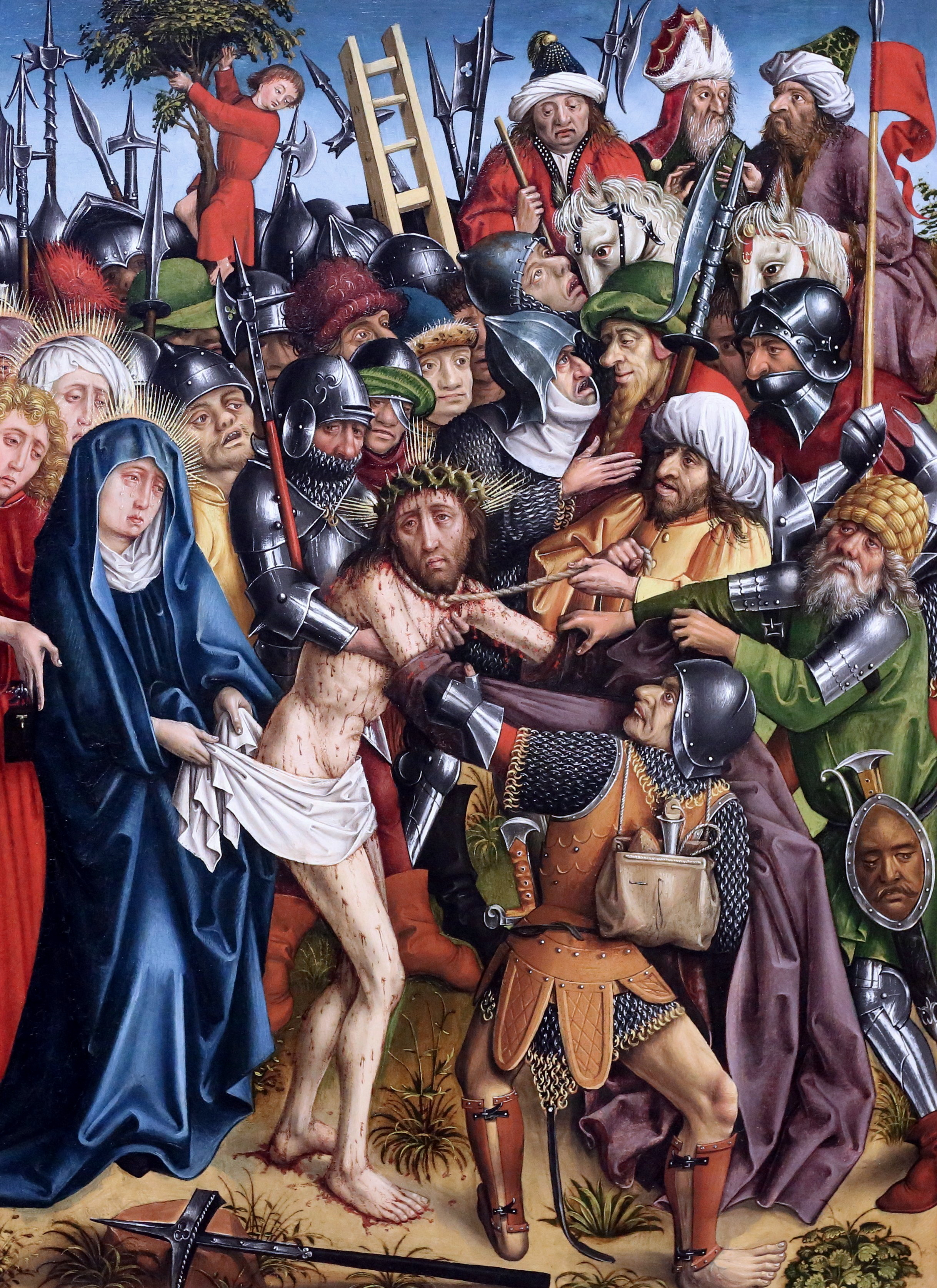
Entkleidung
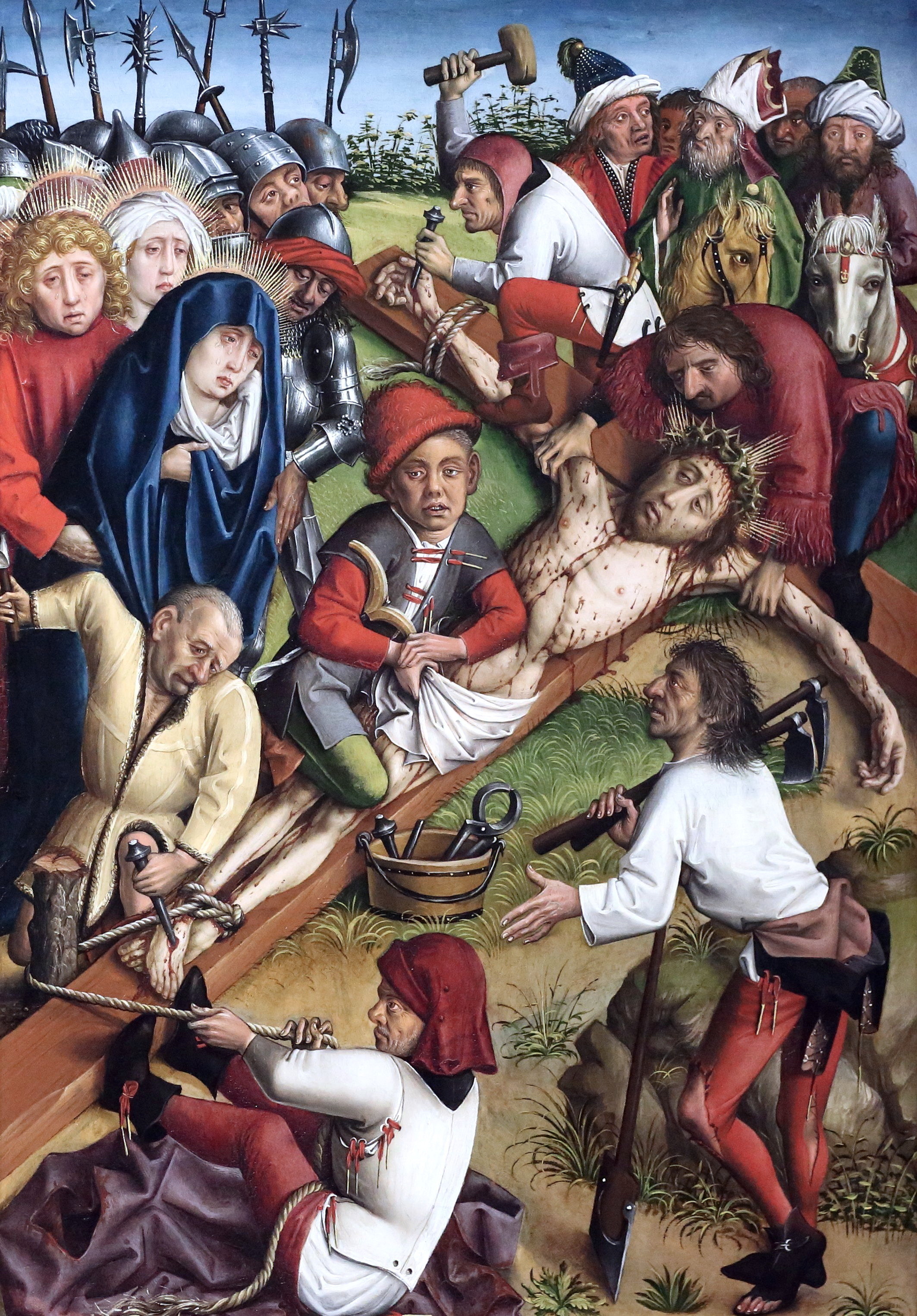
Kreuzigung

## Die Erzählsprache des Meisters
Seine Bilder zeigen die besondere Bild- und Symbolsprache des Meisters der Karlsruher Passion. Er bezieht auch Personen niedrigerer sozialer Stellung in das Hauptgeschehen mit ein und will das Geschehen bewegend erzählend darstellen. So will der Meister beispielsweise durch detaillierte und lebensnahe Darstellung des Leidens Christi und der Marterwerkzeuge auch den Betrachter in das Bild ziehen. Andächtige Auslegung der Passionstexte im Bildwerk des Meisters erinnert an Ziele der Devotio moderna, eine  religiöse christliche Bewegung des späten Mittelalters, die neben Hinweis auf selbständiges Textstudium auch eine persönliche Beziehung zu Gott herstellen wollte.

## Kunsthistorische Bedeutung
Die erzählerischen Qualitäten der Karlsruher Passion sind neu in der Kunst am Oberrhein. Die Arbeitsweise des Meisters der Karlsruher Passion scheint sich in einigen Werken der ihm nachfolgenden Malergeneration wiederzufinden. Dies unterstreicht die Bedeutung der Karlsruher Passion für die kunsthistorische Betrachtung der Kunst am Oberrhein. Dem Meister kommt so eine wichtige Rolle in der Entwicklung der Malerei der Region zu. Stilistisch kann eine Ähnlichkeit des Faltenwurfs der beim Meister der Karlsruher Passion dargestellten Kleidung mit den typischen Bildern des Meisters der Gewandstudien gesehen werden. Der Einfluss auf diesen von ca. 1485 bis ca. 1500 am Oberrhein und auch in Straßburg tätigen Maler könnte ein Beispiel des Einflusses des Passionsaltars sein.

## Weitere Werke
Eventuell war der Meister der Karlsruher Passion auch der Schöpfer von Wandgemälden in der ehemaligen Dominikanerkirche in Straßburg, von denen nur noch eine kolorierte Zeichnung und eine Radierung aus dem 17. Jahrhundert überliefert sind.